# Глотово (сельское поселение)
Глотово — административно-территориальная единица (административная территория село с подчинённой ему территорией) и муниципальное образование (сельское поселение с полным официальным наименованием муниципальное образование сельского поселения «Глотово») в составе муниципального района Удорского в Республике Коми Российской Федерации.
Административный центр — село Глотово.

## История
Статус и границы административной территории установлены Законом Республики Коми от 6 марта 2006 года № 13-РЗ «Об административно-территориальном устройстве Республики Коми».
Статус и границы сельского поселения установлены Законом Республики Коми от 5 марта 2005 года № 11-РЗ «О территориальной организации местного самоуправления в Республике Коми»

## Население
| 2010 | 2011 | 2012 | 2013 | 2014 | 2015 | 2016 |
| ---- | ---- | ---- | ---- | ---- | ---- | ---- |
| 457  | ↘452 | ↘438 | ↘416 | ↘392 | ↘372 | ↘351 |
| 2017 | 2018 | 2019 | 2020 | 2021 |      |      |
| ↘346 | →346 | ↘343 | ↘325 | ↘311 |      |      |

## Состав
Состав административной территории и сельского поселения:
| № | Населённый пункт | Тип населённого пункта       | Население |
| - | ---------------- | ---------------------------- | --------- |
| 1 | Борово           | деревня                      | 6         |
| 2 | Верхний Выльыб   | деревня                      | 59        |
| 3 | Глотово          | село, административный центр | 293       |
| 4 | Зэрзяыб          | деревня                      | 13        |
| 5 | Кривушево        | деревня                      | 0         |
| 6 | Кучмозерье       | деревня                      | 35        |
| 7 | Макар-Ыб         | деревня                      | 51        |